# Mira Sandić
Mira Sandić (en serbe cyrillique : Мира Сандић ; née en 1924 à Belgrade et morte en 2010) était une sculptrice serbe. En plus de ses sculptures, elle a aussi réalisé des céramiques, des tapisseries, des médaillons et des plaques.

## Présentation
Mira Sandić suit les cours de l'Académie des beaux-arts de Belgrade. En 1956, elle devient membre de l'Association des artistes de Serbie (en serbe : Udruženje likovnih umetnika Srbije ; en abrégé : ULUS) et, à partir de 1957, elle participe à de nombreuses expositions collectives en Yougoslavie et à l'étranger et expose près de 40 fois à titre individuel.

## Quelques créations
- Les Baigneurs, bronze, à Apatin
- Garçon assis, bronze, à Sombor
- Buste de Lazar Nešić, bronze, à Subotica
- Penjalica, à Belgrade, dans le parc de Tašmajdan

## Récompenses
Entre autres récompenses, en 1988, Mira Sandić a été décorée de l'Ordre du Mérite pour le peuple à étoile d'argent, un ordre de la République fédérative socialiste de Yougoslavie.